# Ryota Koma
Ryota Koma (japanisch 高麗 稜太 Koma Ryota; * 26. Juli 2000 in der Präfektur Tokio) ist ein japanischer Fußballspieler.

## Karriere
Ryota Koma erlernte das Fußballspielen in der Schulmannschaft der Seibu High School sowie in der Universitätsmannschaft der Takushoku-Universität. Seinen ersten Vertrag unterschrieb er am 1. Februar 2023 bei Gainare Tottori. Der Verein aus der Präfektur Tottori spielte in der dritten Liga, der J3 League. Sein Drittligadebüt gab Ryota Koma am 11. Juni 2023 (13. Spieltag) im Auswärtsspiel gegen Kataller Toyama. Bei dem 0:0-Unentschieden stand er in der Startelf und spielte die kompletten 90 Minuten.